# プラッチック (お笑いコンビ)
プラッチックは、かつてSMA NEET Projectに所属していた日本のお笑いコンビ。

## メンバー
一丁（いっちょう（1979年4月27日（45歳） - ）
ボケ担当。
旧芸名、渡部 一丁。
兵庫県西宮市出身、甲南大学法学部経営法学科卒業。身長168 cm、体重62 kg。足の大きさ25.5 cm。血液型はAB型。BWHはそれぞれ83・70・87。
趣味は映画鑑賞、特技は古川登志夫のものまね(本人公認)と筋トレ、格闘技。

ニッタロビンソン（1979年12月26日（45歳） - ）
ツッコミ担当。
旧芸名、ウエンズデー仁田。
大阪府出身、大阪府立今宮高等学校卒業。身長172 cm、体重65 kg。足の大きさ26.5 cm。BWHはそれぞれ89・85・98。
趣味はパチスロと野球、特技は暗算。

## 来歴
2人とも同学年の関西出身。ずっとピン芸人として活動していた一丁が、相方探しの最中に知人からニッタを紹介されてコンビ結成。2012年9月25日にプラッチック初単独ライブ「スージャオチュン」を開催。2015年7月3日に第二回単独「プラッチック超」を開催した。
2021年2月12日を以て解散。一丁はピン芸人に戻り、ニッタは解散の直前から組んでいた濱田勉（元サンドウィッチマン、メインストリート）とのコンビ「ととや」のメンバーとなる。

## 芸風
主に漫才。最近になり一丁のみがピッコロに扮し、相方のニッタは普通のスーツ姿で漫才を披露するようになった。2019年頃から両者ともドラゴンボールのキャラ（一丁はピッコロ、ニッタは桃白白）に扮してのコント漫才を披露するようになった。M-1グランプリには普通の衣装で出場することもある。

## 出演

### テレビ
- そろそろ にちようチャップリン（テレビ東京）2020年12月19日[11]
- それって!?実際どうなの課（中京テレビ）

### ライブ
- 真・劇団アニメ座DB～DB芸人絶滅計画～（紀伊国屋ホール、2020年2月13～16日全6公演）